# Hoplotilapia retrodens
Hoplotilapia retrodens è l'unico membro conosciuto del genere monotipico Hoplotilapia. È una specie di ciclidi haplochromini endemica del Lago Vittoria nell'Africa orientale.

## Conservazione
La specie, in passato ritenuta estinta è in atto classificata dalla Lista Rossa IUCN come specie vulnerabile.